# لطفي (فلم)
لطفي فيلم حربي جزائري صدر سنة 2015 لأحمد راشدي، بطولة يوسف سحيري. تم تصويره في ولاية بشار وتلمسان. يروي حياة وسيرة العقيد لطفي العسكرية والسياسية لبن علي دغين المعروف باسم العقيد لطفي، واحد من أعظم الشخصيات في ثورة التحرير الجزائرية.

## الملخص
يروي الفيلم سيرة العقيد لطفي، الاسم الحقيقي هو بن علي بودغين، منذ بدايات ناشطه في تلمسان، حيث شارك مع زملاء المدرسة الثانوية في الدعوة إلى 1 نوفمبر 1954، التي وجهتها جبهة التحرير الوطني، إلى الشعب الجزائري.

## تمثيل
- يوسف سحيري في دور «العقيد لطفي» (دغين بن علي).
- أحمد رزاق في دور «القائد فراج» (لواج محمد بن أحمد).
- بوعلام زبلاح
- كمال رويني
- مبروك فروجي
- حسان كشاش في دور «فرحات عباس»
- مصطفى لعريبي
- أمينة لوكيل
- هانية عمار
- جميلة بالغ

## روابط خارجية
- مقالات تستعمل روابط فنية بلا صلة مع ويكي بيانات

- Lotfi (2015)  على قاعدة بيانات الأفلام على الإنترنت.